# Pedro Gonçalves
Pedro António Pereira Gonçalves (Chaves, 28 juni 1998), voetbalnaam Pote, is een Portugees voetballer die bij voorkeur als centrale middenvelder speelt. Hij tekende in 2020 voor Sporting CP.

## Clubcarrière
Op 2 juli 2019 tekende Gonçalves een vijfjarig contract bij promovendus Famalicão. Hij kwam over van Wolverhampton. Op 18 augustus 2020 tekende de middenvelder een vijfjarig contract bij Sporting CP. Hij scoorde twaalf doelpunten in zijn eerste dertien competitieduels.

## Interlandcarrière
Gonçalves speelde jeugdinterlands voor Jong Portugal. Op 4 juni 2021 debuteerde hij voor het Portugees voetbalelftal in een vriendschappelijke wedstrijd in Madrid tegen Spanje (0–0). Hij viel na rust in voor João Félix.

## Erelijst
| Kampioen Primeira Liga | 1x | 2020/21 |
| Taça da Liga           | 1x | 2020/21 |